# Ideoblothrus baloghi
Ideoblothrus baloghi es una especie de arácnido del orden Pseudoscorpionida de la familia Syarinidae.

## Distribución geográfica
Se encuentra en la República del Congo.